# Skansen Budownictwa Ludowego Zachodniej Wielkopolski
Skansen Budownictwa Ludowego Zachodniej Wielkopolski – muzeum skansenowe zlokalizowane w Wolsztynie przy ul. Bohaterów Bielnika 26. Oddział Muzeum Regionalnego w Wolsztynie.

## Historia i charakterystyka
Placówka o powierzchni 3,5 ha znajduje się na północno-zachodnich obrzeżach miasta (około 800 metrów od centrum), nad brzegiem jeziora Wolsztyńskiego. Przygotowania do utworzenia skansenu trwały od 1976. Placówkę otwarto w 1986, by eksponować architekturę ludową pogranicza wielkopolsko-lubuskiego. 

## Obiekty
Ekspozycja obejmuje 13 dużych obiektów wraz z wyposażeniem oraz ścieżkę dendrologiczną. Do najcenniejszych należą:
- chata parobka z Tuchorzy,
- stodoła z Solca (koniec XVIII wieku),
- karczma (1706),
- gospodarstwo z Reklinka (połowa XIX wieku),
- zrekonstruowana kuźnia z Ziemina,
- chata, piec chlebowy i wędzarnia ze Świętna (początek XIX wieku),
- stodoła olęderska z Sękowa (początek XIX wieku),
- stajnia wraz z wozownią z Szarek (XIX wiek),
- studnia z Jastrzębska Starego (XVIII wiek),
- wiatrak koźlak z Wroniaw,
- tartak parowy z Wolsztyna (XX wieku) (przekazany do skansenu trak od Stanisława Musioł)[3].

Całość ma odzwierciedlać układ przestrzenny wielodrożnicy. Istotne jest ukazanie wpływu osadników olęderskich na tereny objęte ekspozycją. Tarasowy układ muzeum pozwala na uwypuklenie walorów krajobrazowych okolicy (widoki na jezioro). Na terenie skansenu organizowane są imprezy plenerowe.

## Galeria

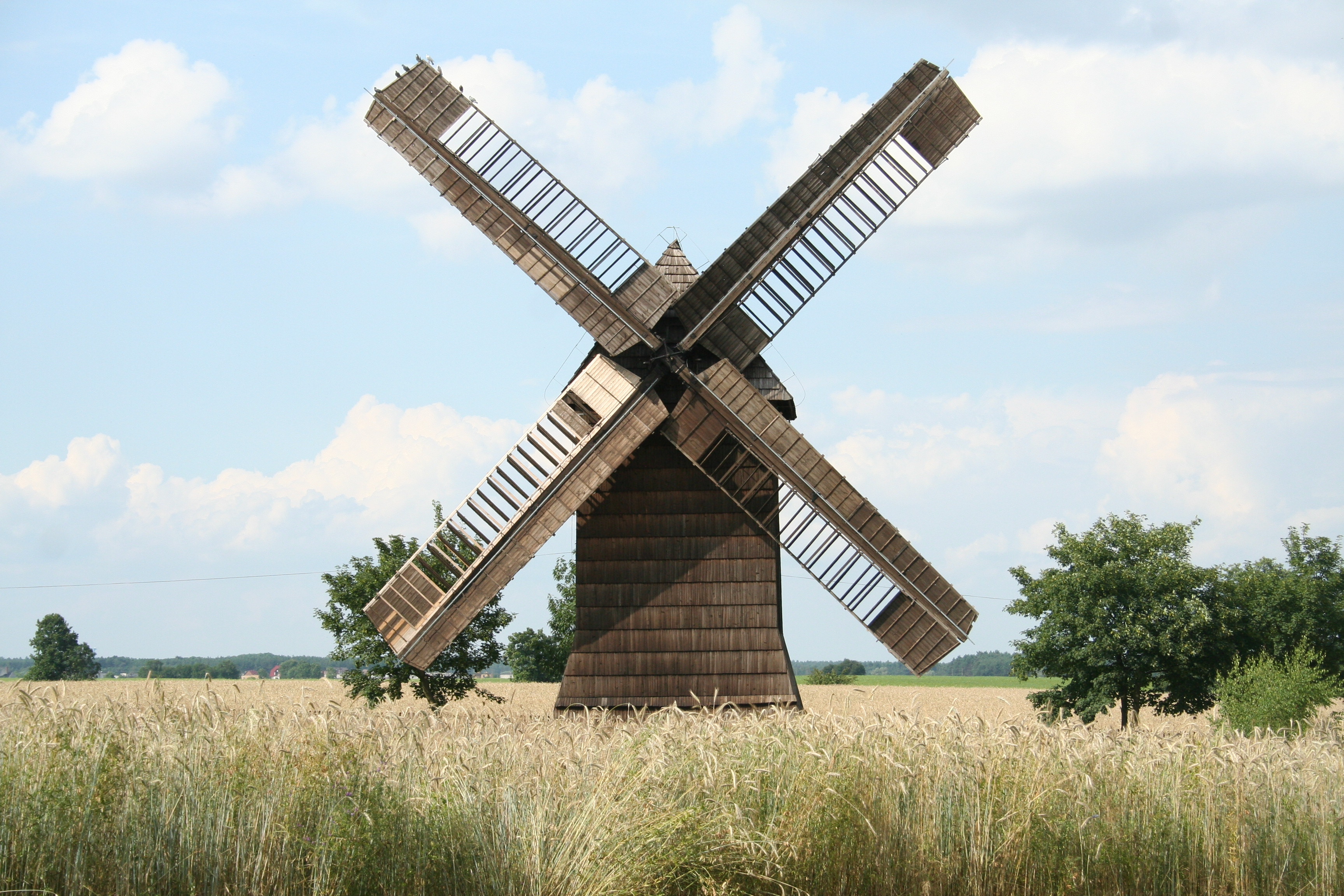
Wiatrak koźlak z Wroniaw
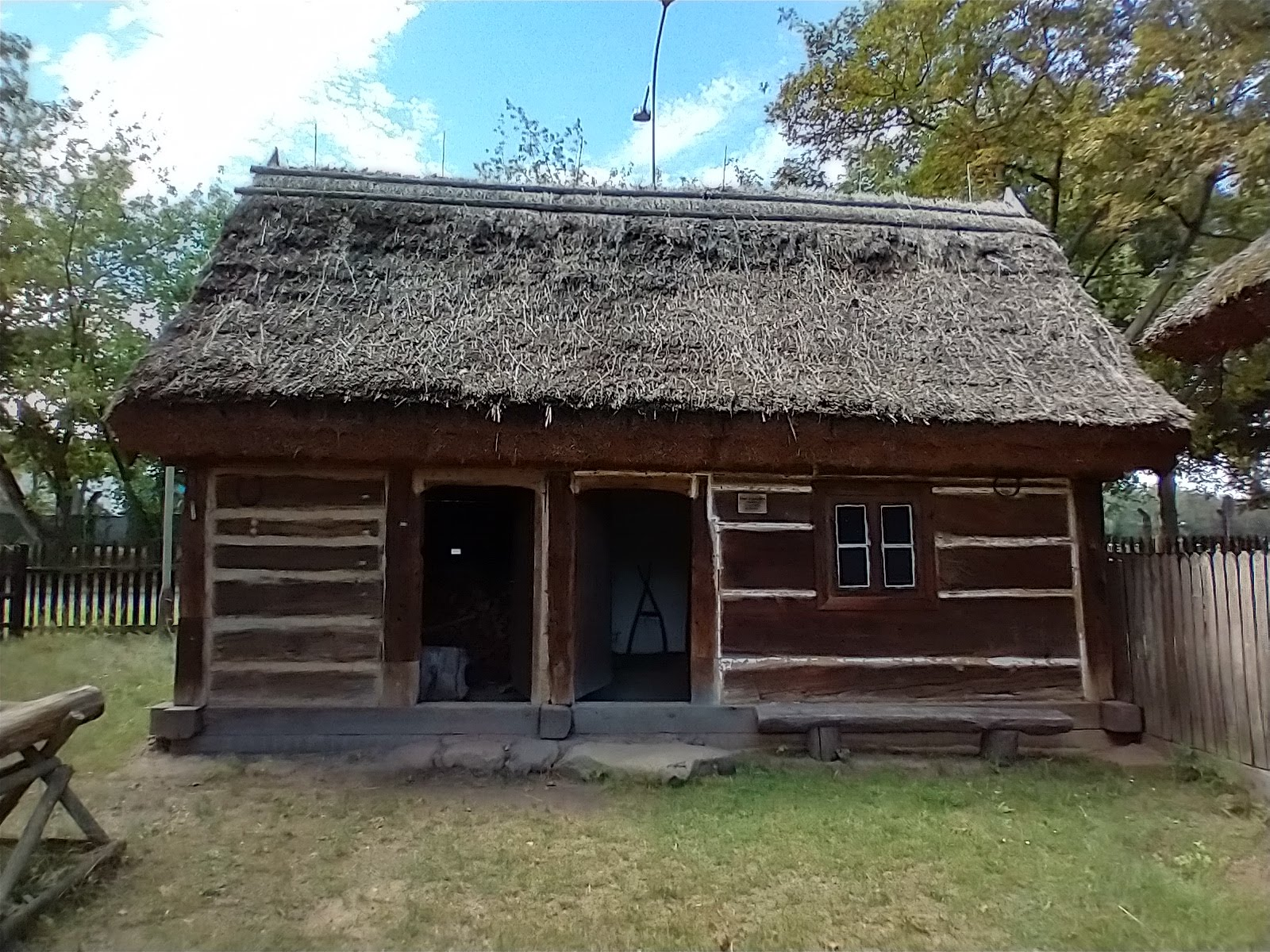
Chałupa parobka z Tuchorzy
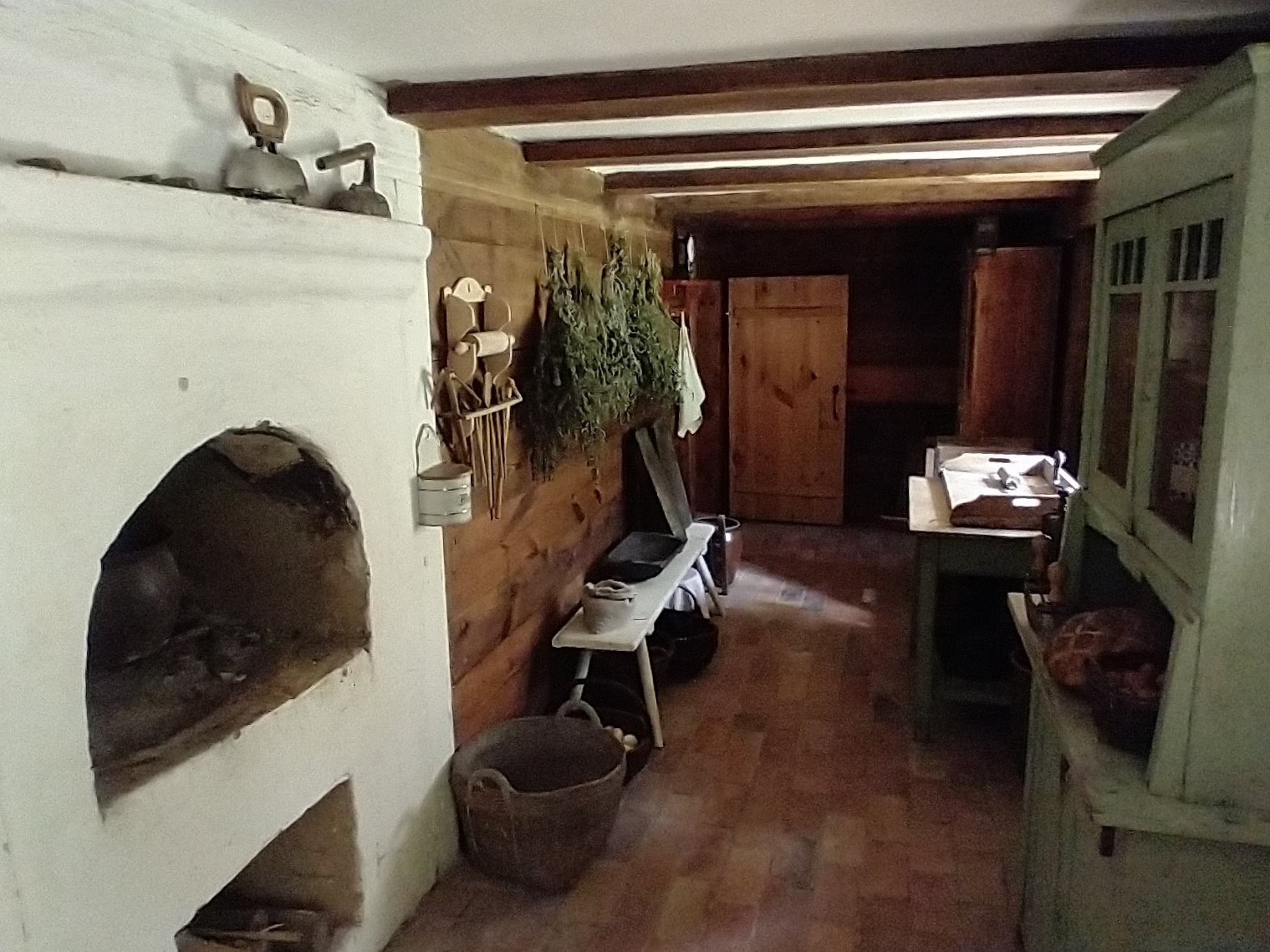
Wnętrze chałupy olęderskiej